# Pinhalzinho (Santa Catarina)
Pour les articles homonymes, voir Pinhalzinho.
Pinhalzinho est une ville brésilienne située dans la mésorégion Ouest de Santa Catarina, dans l'État de Santa Catarina.

## Géographie
Pinhalzinho se situe par une latitude de 26° 50′ 53″ sud et par une longitude de 52° 59′ 31″ ouest, à une altitude de 515 mètres.
Sa population était de 16 335 habitants au recensement de 2010. La municipalité s'étend sur 128 km2.
Elle fait partie de la microrégion de Chapecó, dans la mésorégion Ouest de Santa Catarina.

## Administration
La municipalité est constituée de deux districts :
- Pinhalzinho (siège du pouvoir municipal)
- Machado

## Villes voisines
Pinhalzinho est voisine des municipalités (municípios) suivantes :
- Águas Frias
- Jardinópolis
- Modelo
- Nova Erechim
- Saudades
- Sul Brasil
- União do Oeste